# リーハイバレー・アイアンピッグス
リーハイバレー・アイアンピッグス（英語: Lehigh Valley IronPigs, 略称: LHV）は、アメリカ合衆国ペンシルベニア州アレンタウンに本拠地を置くマイナーリーグの野球チーム。メジャーリーグのフィラデルフィア・フィリーズ傘下AAA級チームで、インターナショナルリーグ東地区に所属している。
チームの創設は2007年で、オタワ・リンクスを前身とする。ホームスタジアムはコカ・コーラ・パーク。愛称のアイアンピッグスはアレンタウン地区で生産される鋼の材料となる銑鉄（英語でpig iron）に由来する。

## 歴史

### エクスポズ傘下時代
1993年に「オタワ・リンクス」として球団を創設。カナダのオタワにある、リンクス・スタジアムに本拠地を置いたAAA級インターナショナルリーグに所属し、メジャーリーグのモントリオール・エクスポズの傘下チームとして活動した。

### オリオールズ傘下時代
2003年にボルチモア・オリオールズの傘下チームに変更された。

### フィリーズ傘下時代
2007年にフィラデルフィア・フィリーズの傘下チームに変更された。フィリーズ傘下球団としては、1年間のみオタワでプレーした。

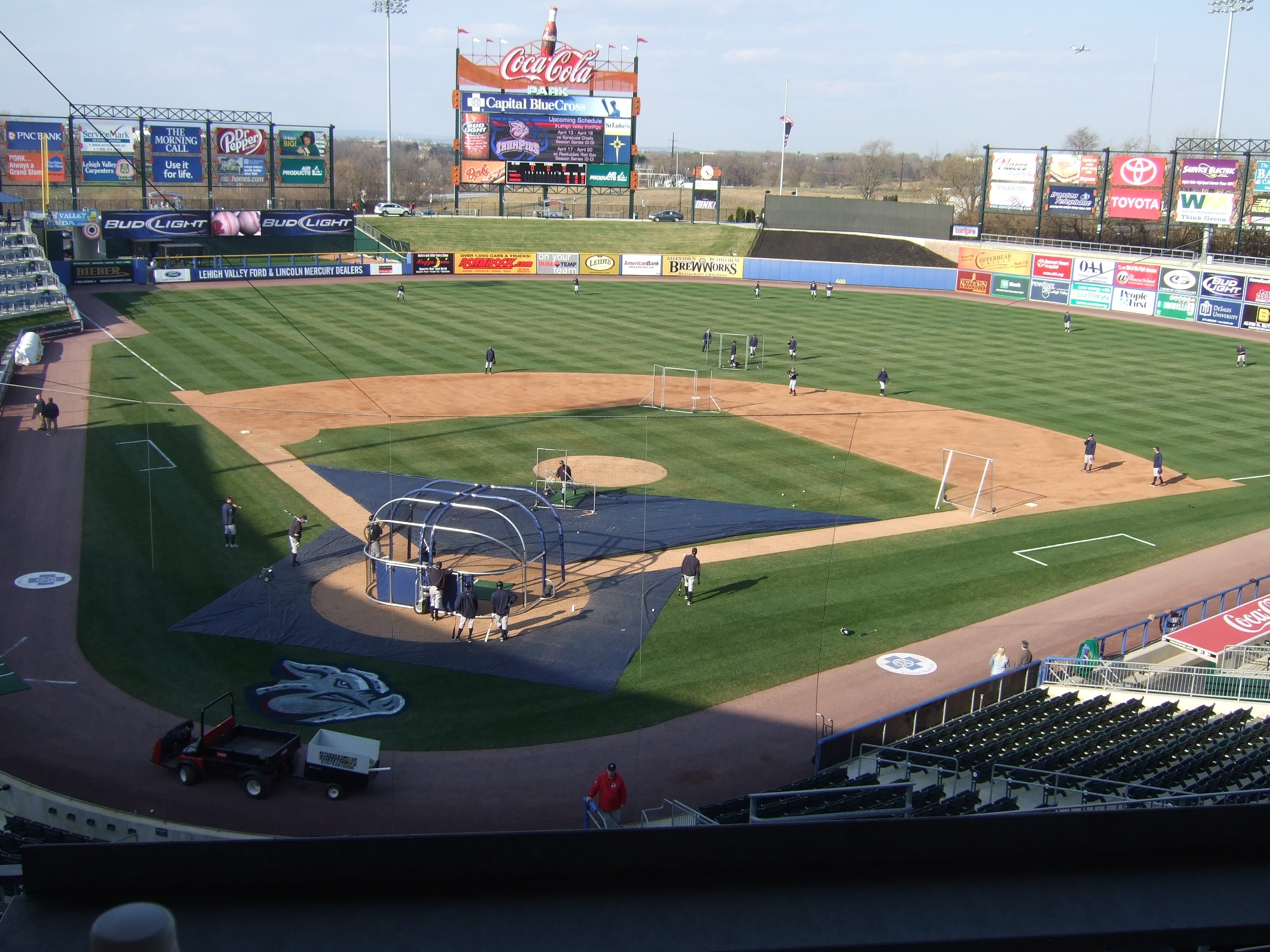
コカ・コーラパーク（2008年）

2008年にペンシルベニア州アレンタウンに移転し、チーム名は「リーハイバレー・アイアンピッグス」に変更となった。新球場のコカ・コーラ・パークも完成した。チームは55勝89敗と大きく負け越し、リーグ14位、地区6位となった。
2009年はカイル・ケンドリックやJ.C.ロメロがプレーした。最終的に、71勝73敗でリーグ8位、地区3位に浮上した。
2010年はAAA級のオールスターゲームの会場に本拠地のコカ・コーラ・パークが選ばれた。58勝86敗でリーグ13位を記録したが、平均観客動員数はリーグトップを記録した。
2011年はライン・サンドバーグが監督に就任し、チーム史上初めてのシーズン勝ち越しを記録した。最終的に、80勝64敗でリーグ4位を記録した。
2012年は75勝68敗でリーグ5位を記録した。タイラー・クロイドがリーグ最優秀防御率を受賞した。
2013年は72勝72敗でリーグ7位を記録した。
2014年は66勝78敗でリーグ11位を記録した。
2015年は63勝81敗でリーグ12位を記録した。
2016年は85勝58敗を記録した。2008年以来の1試合あたりの平均観客数8,978人で、マイナーリーグ最多を記録した。この数字は当時のコカ･コーラ・パークの固定席数よりも多かった。GM職のカート・ランデスは、「毎年、私たちのファンはマイナーリーグ全体で絶対に最高であることが証明された」と発言した。
2017年は80勝62敗で地区2位タイを記録した。リース・ホスキンスがAA級から昇格してプレーし、リーグMVPとルーキー・オブ・ザ・イヤーに選ばれた。
2018年は84勝56敗で球団史上最高の勝率（.600）を記録した。ジョーイ・メメネスが本塁打王、打点王、リーグMVPを受賞した。また、コール・アービンが最優秀防御率、監督のゲイリー・ジョーンズがマネージャー・オブ・ザ・イヤーを受賞した。
2019年は66勝74敗で地区5位を記録した。 同年にチームは優れたマイナーリーグ運営に対して、ラリー・マクフェイル賞を受賞した。
2020年シーズンはCOVID-19の感染拡大のために、マイナーリーグは中止された。同年末のマイナーリーグ組織再編に伴い、2021年からは所属リーグをAAAイースト（AAAE）に移した。 
2022年にはリーグ名変更に伴い、所属が元のインターナショナルリーグに戻った。8月にブライス・ハーパーが親指骨折からのリハビリのために配属されたため、コカ・コーラ・スタジアムのチケットは完売した。

## 選手名鑑

### 現役選手
| 投手 - 16 ネルソン・L・アルバレス (Nelson L. Alvarez) - -- ガブリエル・バルボーザ (Gabriel Barbosa) - -- オーガスト・カルデロン (Augusto Calderon) - -- ナビル・クリスマット ( Nabil Crismatt) - 40 ジョナ・ディポト (Jonah Dipoto) - 17 トリスタン・ガーネット (Tristan Garnett) - 23 グリフ・マクギャリー (Griff McGarry) - -- ジョン・マクミロン (John McMillon\|) - -- エマニュエル・メヒア (Enmanuel Mejia) - -- ニコラス・パディラ (Nicholas Padilla) - -- オースティン・シュルファー (Austin Schulfer) - 48 アンドリュー・シュルツ (Andrew Schultz) - -- ギレルモ・ズニガ (Guillo Zuñiga) | 投手 - 16 ネルソン・L・アルバレス (Nelson L. Alvarez) - -- ガブリエル・バルボーザ (Gabriel Barbosa) - -- オーガスト・カルデロン (Augusto Calderon) - -- ナビル・クリスマット ( Nabil Crismatt) - 40 ジョナ・ディポト (Jonah Dipoto) - 17 トリスタン・ガーネット (Tristan Garnett) - 23 グリフ・マクギャリー (Griff McGarry) - -- ジョン・マクミロン (John McMillon\|) - -- エマニュエル・メヒア (Enmanuel Mejia) - -- ニコラス・パディラ (Nicholas Padilla) - -- オースティン・シュルファー (Austin Schulfer) - 48 アンドリュー・シュルツ (Andrew Schultz) - -- ギレルモ・ズニガ (Guillo Zuñiga) | 捕手 - 48 ジョシュ・ブロー (Josh Breaux) - 11 ペイトン・ヘンリー (Payton Henry) - -- ポール・マッキントッシュ (Paul McIntosh) - 6 カルソン・テイラー (Carson Taylor) - 16 ジャレッド・トーマス (Jared Thomas) 内野手 - 21 ロドルフォ・カストロ (Rodolfo Castro) - 5 オット・ケンプ (Otto Kemp) - -- イサイアス・ディプレ (Isaias Dipre) - -- マット・クルーン (Matt Kroon) - -- ルイス・バードゥーゴ(Luis Verdugo) 外野手 - 9 マーカス・リー・サン (Marcus Lee Sang) - -- エドゥアルド・ロペス (Eduardo Lopez) - -- エリオ・プラド (Elio Prado) - 11 イーサン・ウィルソン (Ethan Wilson) | 捕手 - 48 ジョシュ・ブロー (Josh Breaux) - 11 ペイトン・ヘンリー (Payton Henry) - -- ポール・マッキントッシュ (Paul McIntosh) - 6 カルソン・テイラー (Carson Taylor) - 16 ジャレッド・トーマス (Jared Thomas) 内野手 - 21 ロドルフォ・カストロ (Rodolfo Castro) - 5 オット・ケンプ (Otto Kemp) - -- イサイアス・ディプレ (Isaias Dipre) - -- マット・クルーン (Matt Kroon) - -- ルイス・バードゥーゴ(Luis Verdugo) 外野手 - 9 マーカス・リー・サン (Marcus Lee Sang) - -- エドゥアルド・ロペス (Eduardo Lopez) - -- エリオ・プラド (Elio Prado) - 11 イーサン・ウィルソン (Ethan Wilson) |
| * 40人ロースター 2024年12月31日更新 [公式サイト(英語)より：ロースター 選手の移籍・故障情報] | | | |

### 監督・コーチ
| 背番号 | 国籍               | 役職         | 選手名                   |
| 28     | アメリカ合衆国の旗 | 監督         | アンソニー・コントレラス |
| 31     | アメリカ合衆国の旗 | ベンチコーチ | クリス・アダメス         |
| 30     | アメリカ合衆国の旗 | 打撃コーチ   | ジョー・サーストン       |
| 34     | アメリカ合衆国の旗 | 投手コーチ   | ライアン・バクター       |
| 61     | アメリカ合衆国の旗 | 投手コーチ   | タイラー・ヒギンス       |

### 過去の主な所属選手[13]
- J.A.ハップ（2008 , 2010）
- J.C.ロメロ（2009 - 2010）
- スコット・マシソン（2010 - 2011）（かつて東京読売ジャイアンツに在籍）

- エクトル・ルナ（2012）（かつて中日ドラゴンズに在籍）
- カイル・ケンドリック（2009）
- バンス・ウォーリー（2010 - 2011）
- ドモニク・ブラウン（2010 - 2011, 2015）
- フィリップ・オーモン（2011 - 2015）
- J.P.クロフォード（2016 - 2018）
- セランソニー・ドミンゲス（2018）
- ザック・エフリン（2016 - 2018）
- ジョーイ・メネセス（2018）（かつてオリックス・バファローズに在籍）
- アーロン・ノラ（2015, 2017）
- フレディ・ガルビス（2011, 2013 - 2014, 2021）（かつて福岡ソフトバンクホークスに在籍）

括弧内は在籍年とする。